# Afrogarypus senegalensis
Afrogarypus senegalensis är en spindeldjursart som först beskrevs av Luigi Balzan 1892.  Afrogarypus senegalensis ingår i släktet Afrogarypus och familjen Geogarypidae. Inga underarter finns listade i Catalogue of Life.